# Betje Wolff

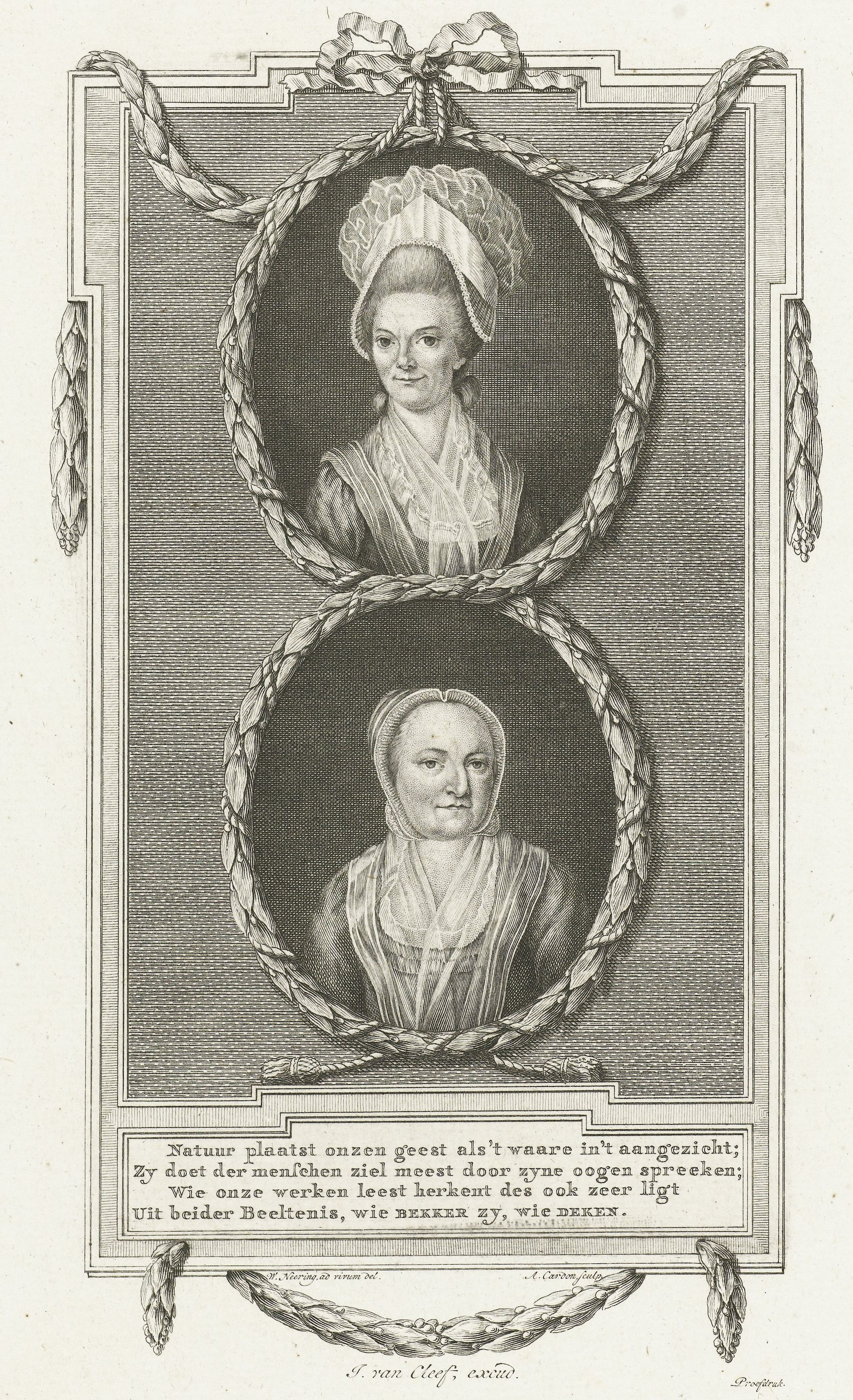
Betje Wolff (in alto) e Aagje Deken.

Elizabeth Wolff-Bekker, detta Betje (Flessinga, 24 luglio 1738 – L'Aia, 5 novembre 1804), è stata una scrittrice olandese.

## Biografia
Betje Bekker era nata in una famiglia calvinista benestante. Aveva un carattere fiero e idee liberali. Il 18 novembre 1759 sposò Adriaan Wolff, un predicatore di 54 anni. Nel 1763 pubblicò la sua prima opera, la raccolta Bespiegelingen over het genoegen ("Riflessioni sul piacere"). Nel 1777, dopo la morte del marito, la Wolff andò a vivere con Aagje Deken e cominciò a pubblicare insieme a lei.
I loro successi più grandi furono il romanzo epistolare Sara Burgerhart (De Historie van mejuffrouw Sara Burgerhart, "La storia della signorina Sara Burgerhart") (1782) e Historie van den heer Willem Leevend (Storia del signor Willem Leevend (1784-1785). Nel 1778 le due donne andarono a vivere nella Rechterstraat, nel villaggio di De Rijp. Nel 1782 si stabilirono a Beverwijk.
Nel 1788, dopo il fallimento della rivolta dei Patrioti (1787), si trasferirono a Trévoux, vicino a Lione, in Francia. Nel 1789 uscì Wandelingen door Bourgogne ("Passeggiate in Borgogna"). Tra il 1793 e il 1796 scrissero Historie van Mejuffrouw Cornelia Wildschut, of De gevolgen van de opvoeding ("Storia della signorina Cornelia Wildschut, o gli effetti dell'educazione"), romanzo in sei parti.
Nel 1797 per motivi economici dovettero tornare in Olanda e si stabilirono all'Aia. Betje Wolff morì all'Aia il 5 novembre 1804; nove giorni dopo morì anche Aagje Deken. Entrambe sono sepolte nel cimitero Ter Navolging a Scheveningen.

## Opere
- 1763 - Bespiegelingen over het genoegen
- 1765 - Bespiegelingen over den staat der rechtheid
- 1765 - Eenzame nacht gedachten, over den slaap en den dood
- 1769 - Walcheren
- 1772 - De menuet en de dominees pruik
- 1772 - De onveranderlyke Santhorstsche geloofsbelydenis
- 1772 - Lier- veld- en mengel-zangen
- 1774 - Aan mynen geest
- 1776 - Brieven van Constantia Paulina Dortsma
- 1778 - Beemster-winter-buitenleven
- 1779 - Proeve over de opvoeding
- 1780-1781 - Brieven over verscheiden onderwerpen
- 1781 - Economische liedjes (scritto insieme a Aagje Deken)
- 1782 - De Historie van mejuffrouw Sara Burgerhart (scritto insieme a Aagje Deken)
- 1783 - Voorrede voor den tweeden druk (scritto insieme a Aagje Deken)
- 1784 - De Natuur is mijne zanggodin
- 1784 - Fabelen
- 1784-1785 - Historie van den heer Willem Leevend (scritto insieme a Aagje Deken) (otto parti)
- 1785-1786 - Mengel-poëzy
- 1787-1789 - Brieven van Abraham Blankaart
- 1789 - Wandelingen door Bourgogne
- 1793-1796 - Historie van mejuffrouw Cornelia Wildschut (scritto insieme a Aagje Deken) (sei patri)
- 1802 - Geschrift eener bejaarde vrouw (due parti)